# Anaxyrus fowleri
Anaxyrus fowleri är en groddjursart som först beskrevs av Hinckley 1882.  Den ingår i släktet Anaxyrus och familjen paddor. IUCN kategoriserar arten globalt som livskraftig, och populationen är stabil. Inga underarter finns listade i Catalogue of Life.

## Beskrivning
Arten är en medelstor padda med en kroppslängd mellan 5 och 9,5 cm. Ovansidan är brun, grå till olivgrön med mörka, svartkantade fläckar på ryggen. Varje fläck har tre eller flera hudvårtor. Längs mitten av ryggen löper en ljus strimma. Buken är vanligtvis vitaktig och nästan helt utan fläckar. Strupen är vit hos honor, mörk hos hanar.
Paddynglen är helt svarta, med undantag för svansens bleka undersida. Som mest blir de 10 till 14 mm långa.

## Ekologi
Paddan föredrar väldränerad sand- och grusmark som sanddyner, lövskogar på sandjord och klippiga områden. Den har även påträffats i vägrenar, på ängar, trädgårdar, vid bäckar och träsk. Den undviker alltför torra eller varma förhållanden genom att gräva ner sig. Inför vintersömnen gräver den också ner sig till ett djup av 15 till 30 cm. Den kan även utnyttja redan existerande håligheter. Vintersömnen kan bli mycket lång, i vissa delar (bland annat Connecticut) så lång som 7 månader.
Livslängden kan nå upp till 5 år för frilevande paddor.

### Föda
Arten lever av ett stort antal ryggradslösa djur, framför allt skalbaggar och myror. Den undviker dock daggmask.

### Fortplantning
Arten blir könsmogen mellan ett och tre års ålder.
Leken sker vanligen mellan maj och juni, och äger rum i öppna, grunda vatten. Äggen kläcks efter 2 till 6 dygn, och ynglen förvandlas efter ytterligare 30 till 40 dygn.

## Utbredning
Anaxyrus fowleri förekommer från södra Ontario i östra Kanada till det mesta av östra USA med undantag för norra New England och Florida.

## Bildgalleri

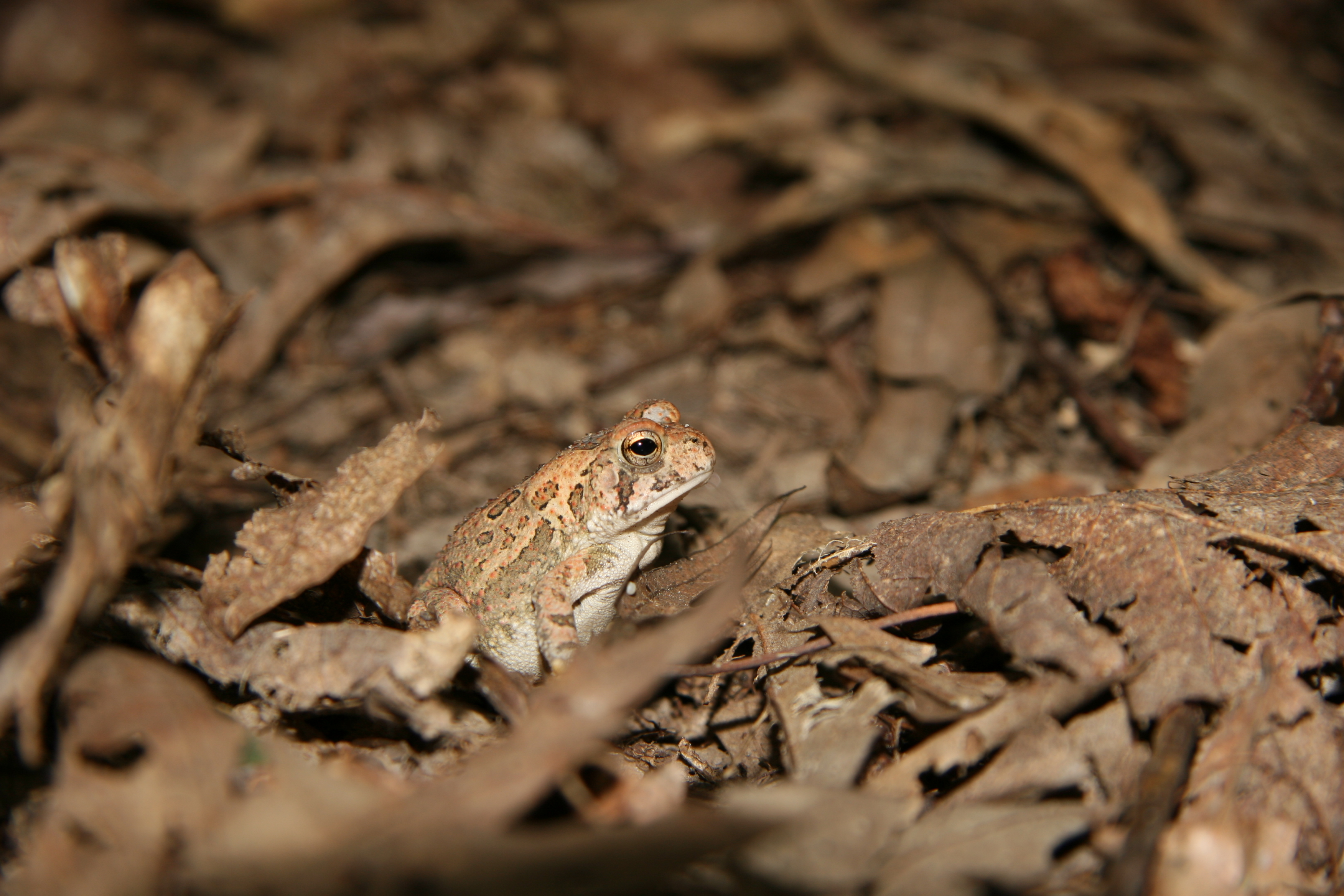
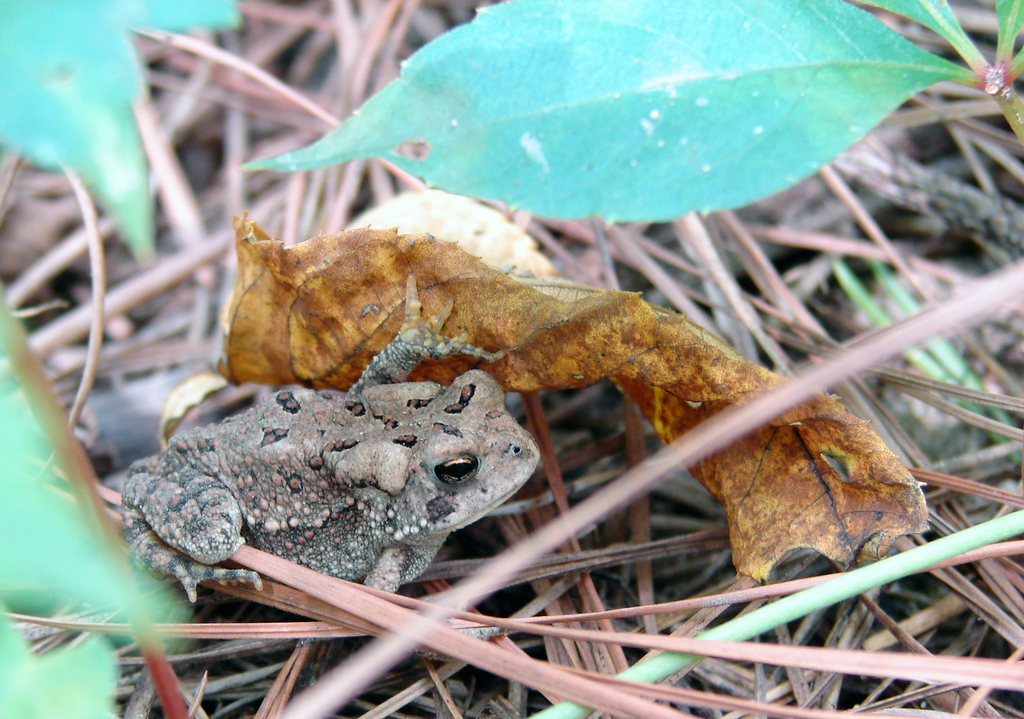
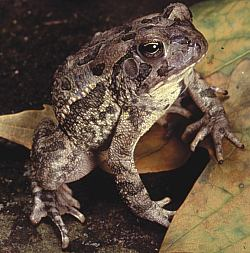
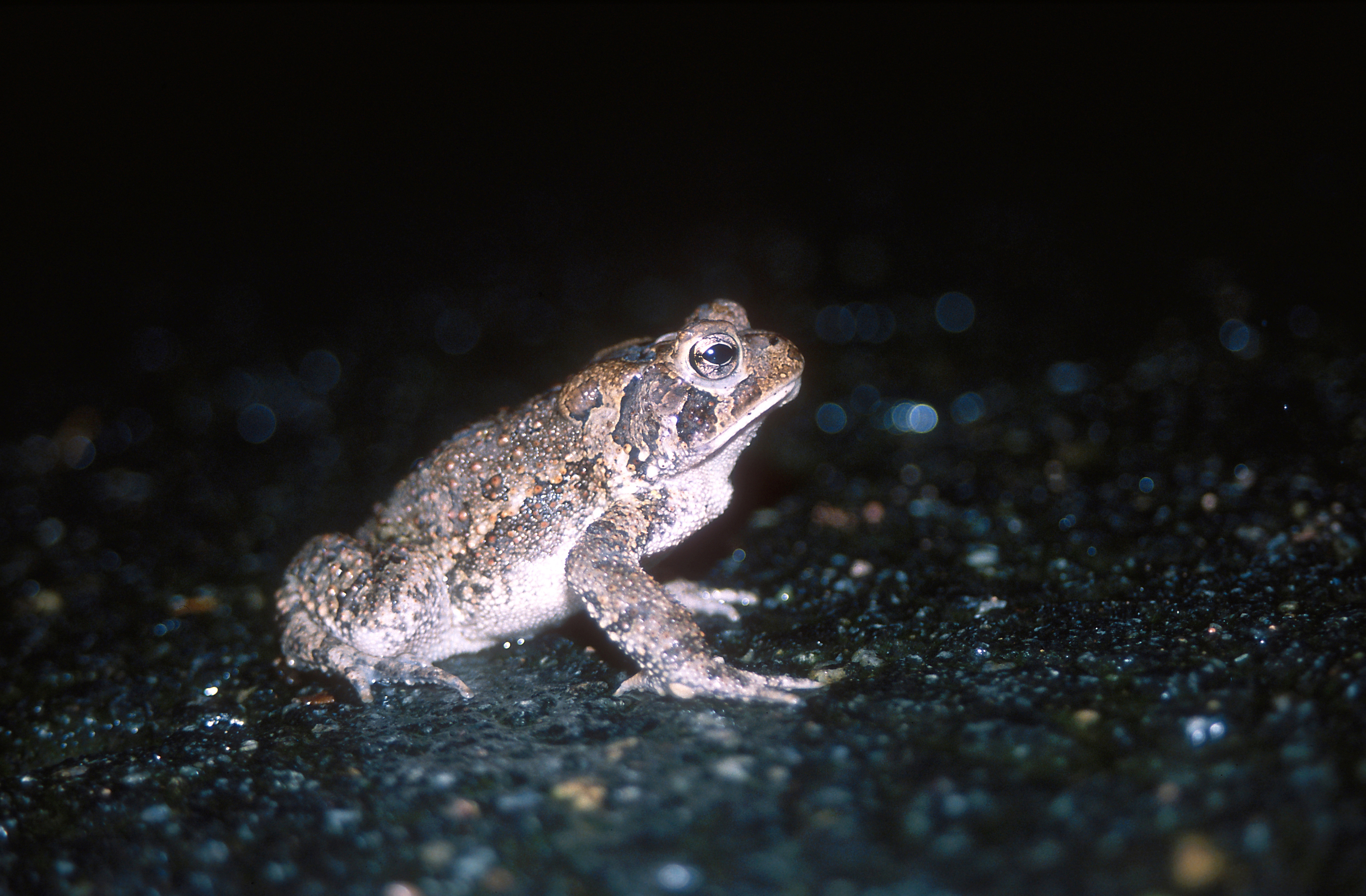